# オウマル・シッソコ
オウマル・シッソコ（Oumar Sissoko, 1987年9月13日 - ）は、フランス・セーヌ＝サン＝ドニ県・モントルイユ出身の元マリ代表のサッカー選手。ポジションはゴールキーパー。

## 経歴
クレールフォンテーヌ国立研究所の下部組織からFCメスの下部組織に入団し、2007年5月4日のACアジャクシオ戦でデビューした。2009-10シーズン終了時1度は契約が切れるもその後再契約し背番号も「30」から「40」に変更になった。

## 代表歴
マリ代表
アフリカネイションズカップ:2008, 2010

## 所属クラブ
- FCメス 2007-2012
- ACアジャクシオ 2012-2015
- USオルレアン・ロワレ 2015-2017
- ル・アーヴルAC 2017-2019
- エトワール・フレジュス・サン＝ラファエル 2019-